# Rhinerrhizopsis moorei
Rhinerrhizopsis moorei är en orkidéart som först beskrevs av Heinrich Gustav Reichenbach, och fick sitt nu gällande namn av Paul Ormerod. Rhinerrhizopsis moorei ingår i släktet Rhinerrhizopsis och familjen orkidéer. Inga underarter finns listade i Catalogue of Life.